# Máy ép nhựa
Máy ép nhựa (injection molding machine) hay còn gọi là máy ép keo, bao gồm hai khối chính:
Clamp Unit: Khối kềm, tạo ra lực kềm giữ cho khuôn.
Injection unit: Khối phun, tạo áp suất và nhiệt độ cho nhựa chảy lỏng vào trong khuôn.

## Nguyên tắc hoạt động
Tạo ra nhựa được chảy lỏng ở nhiệt độ nhất định và áp suất cao, sau đó được định hình bởi khuôn và làm lạnh. Sau khi kết thúc quá trình làm lạnh sản phẩm sẽ được đưa ra ngoài.